# USS S. P. Lee (DD-310)
Za druga plovila z istim imenom glejte USS S. P. Lee.
USS S. P. Lee (DD-310) je bil rušilec razreda Clemson v sestavi Vojne mornarice Združenih držav Amerike.
Rušilec je bil poimenovan po kontraadmiralu Samuelu Phillipsu Leeju.

## Zgodovina
Rušilec je bil del eskadre rušilcev, ki je bila vpletena v nesrečo pri Honda Pointu (največjo mirnodobno izgubo Vojne mornarice ZDA), ko je nasedlo sedem rušilcev.